# Fossatum Africae
Il fossatum Africae (o limes dell'Aurès) fu un tratto di limes africanus dell'Africa proconsolare, scoperto dall'archeologo francese Jean Baradez negli anni successivi alla fine della seconda guerra mondiale, la cui struttura era formata come per il limes germanico-retico, da un fossato, un vallum in muratura e tutta una serie di forti, fortini e torri di avvistamento.

## Storia
Il fossatum Africae si componeva di diverse sezioni individuate dall'indagine archeologica aerea di Jean Baradez, in un paesaggio arido:
- il primo tratto di 45 km ad una dozzina di miglia dal Oued Djedi e dalla romana Gemellae, a protezione delle risorse idriche di Ourella e Oumach;[1]
- un secondo di circa 45 km a nord di Gemellae, tra Maserfelta (El Outhaia) e Thubunae, munito di fossato, muro o argine e numerose torrette;[2]
- un terzo di 70 km, a sud di Nementcha, che cominciava ad est di Ad Maiores (Besseriani), passando per Chébika (la latina Speculum) fino a Métlaoui;[3]
- un quarto di 140 km, ad occidente dell'Aurès, a nord dei monti dell'Hodna, tra Equizeto, Zarai e Saldae.[2]

Sul terreno sono stati trovati i resti di un fosso la cui larghezza  varia dai 4 ai 10 metri, e che può raggiungere su un lato del fosso o su entrambi i lati, una profondità di 1-1,5 metri, a volte sostituito da un muretto a secco. Vi erano poi tutta una serie di torri d'avvistamento, forti e fortini davanti o dietro al fossato a completamento del sistema difensivo.
Sul fossatum Africae la datazione rimane ancora incerta, anche se le ipotesi principali rimangono che fu iniziato a partire da Adriano  o Antonino Pio, per analogia con quanto questi due imperatori svilupparono sia in Britannia sia lungo il limes germanico-retico (tra Reno e Danubio), o al più tardi sotto Gordiano III, i Tetrarchi o Costantino I.